# Андижанская ГЭС
Андижанская ГЭС — гидроэлектростанция на реке Карадарья, вблизи поселка Тополино в Андижанской области Узбекистана.

## Общие сведения
Комплекс Андижанской ГЭС состоит из двух приплотинных гидроэлектростанций, использующих одну плотину — собственно Андижанской ГЭС и Андижанской ГЭС-2. Гидроузел расположен в горном урочище Ханабад на выходе р. Карадарья в Ферганскую долину. Основная функция гидроузла — регулирование стока в интересах орошаемого земледелия, с попутной выработкой электроэнергии. Состав сооружений гидроузла:
- массивная бетонная плотина со сдвоенными контрфорсами[1] длиной 1020 м, шириной по гребню 15 м, по основанию — 120 м, максимальной высотой 115,5 м;
- здание Андижанской ГЭС с отводящим каналом;
- здание Андижанской ГЭС-2 с отводящим каналом;
- открытое распределительное устройство.

Мощность ГЭС — 190 МВт, в том числе ГЭС-2 — 50 МВт. Среднегодовая выработка — ?, в том числе ГЭС-2 — 171,1 млн.кВт.ч. В здании Андижанской ГЭС установлены четыре диагональных гидроагрегата мощностью по 35 МВт, работающих при расчетном напоре 83 м. Гидротурбины ДПЛ 115-В-250 с диаметром рабочего колеса 2,5 м и частой вращения 333,3 об/мин, производства ОАО «Турбоатом». Гидрогенераторы СВ 508/115-18У4, производства ОАО «Элсиб». В здании ГЭС-2 установлены два гидроагрегата мощностью по 25 МВт, работающих при расчётном напоре 82 м и расчётном расходе 70,4 м³/сек. Производитель гидроагрегатов — китайская корпорация CNEEC. Плотина ГЭС создаёт Кемпир-Абадское (Андижанское) водохранилище многолетнего регулирования полным объёмом 1,9 км³, полезным объёмом — 1,75 км³, площадью 56 км² (по проекту).

## История
Первые проекты по созданию водохранилища на Карадарье датируются 1927 годом, но данные наработки реализованы не были. В 1936—1940 годах была построена небольшая плотина, с целью распределения стока Карадарьи на магистральные каналы Шахрихансай, Андижансай и Савай. В 1963 году было принято постановление ЦК КПСС и Совета Министров СССР, санкционировавшее сооружение водохранилища. Для этой цели, была создана специальная строительная организация — «Андижангидрострой». Широкомасштабные работы по сооружению гидроузла были начаты в 1969 году. Сооружение плотины было объявлено всесоюзной ударной комсомольской стройкой. Первая очередь гидроузла была сдана в 1974 году, полностью строительство было завершено в 1983 году. Сооружение водохранилища позволило ввести в оборот 44,3 тыс. га новых орошаемых земель.
К концу 1990-х годов в связи с изменением режима работы Токтогульской ГЭС и изменением состава возделываемых сельскохозяйственных культур режим работы Андижанского гидроузла изменился. Значительно увеличились холостые сбросы, которые не могли быть использованы существующей ГЭС, что явилось предпосылкой для создания у плотины ещё одной станции — Андижанской ГЭС-2. Строительство новой ГЭС началось в 2002 году, но вскоре было приостановлено по причине нехватки средств. В 2006 году было разработано технико-экономическое обоснование достройки станции, было заключено соглашение с Эксимбанком КНР о частичном финансировании проекта. 8 января 2010 года Андижанская ГЭС-2 была введена в эксплуатацию.